# Tetsuya Ayukawa
Tetsuya Ayukawa (鮎川 哲也, Ayukawa Tetsuya), (14 février 1919 - 24 septembre 2002) est un romancier et critique littéraire japonais connu pour sa série de romans policiers, « Detective Onikawa Series » .  
Né à Tokyo, Ayukawa passe sa jeunesse à Dalian en Chine, alors concession japonaise. Son premier polar s'intitule dans sa traduction anglaise cas Petrov (en)  et est centré sur la mort d'un riche immigré russe à Dalian. Ce texte vaut à son auteur le prix Naoki en 1950.

## Principaux titres
- Petrov Case (ペトロフ事件, Petrov jiken, 1950)
- The Black Suitcase (黒いトランク, Kuroi toranku, 1956)
- Semi-Express Nagara (準急ながら, Junkyu Nagara, 1966)